# Seasick Steve
 Der er for få eller ingen kildehenvisninger i denne artikel, hvilket er et problem. Du kan hjælpe ved at angive troværdige kilder til de påstande, som fremføres i artiklen.

Steven Gene Wold, kendt som Seasick Steve, (født 1941) er en amerikansk bluesmusiker, der spiller guitar og synger.
Han er blandt andet kendt for at spille på særprægede og som regel også hjemmelavede eller modificerede guitarer. Blandt andet også en "diddley bow", et enstrenget instrument. Har blandt andet medvirket i det britiske bilprogram "Top gear" og i forskellige andre tv-shows.
Optræder både i ydmyge små klubber eller på store festivals a la Roskilde Festival – men skaber altid en solid rockende fest. Han udtryk et meget dynamisk: fra lavmælte ballader til voldsomme solo slidesoli, med enten sin 'Mississippi drum machine' = venstre fod, eller trommeslager som backing. Dave Grohl (Foo Fighters) og John Poul Jones (Led Zeppelin) er blandt mange, som har optrådt / indspillet med ham.
Som gæst i Top Gear afslørede han blandt andet at hans kælenavn "Seasick Steve" stammer fra en hændelse på færgen fra Norge til Danmark, hvor han blev kraftigt søsyg, og en af hans kammerater kaldte ham for "Seasick Steve".
Seasick Steve (alias Steve Wold) begyndte indspilning af sin egen musik meget senere i livet end andre musikere. Han regnes som en historiefortællende sanger, der har oplevet den traditionelle blues på sin egen krop. Wold tilbragte sin barndom i Californien, hvor han bl.a. lærte at spille bluesguitar af K. C. Douglas, men flyttede hjemmefra som 14-årig. Som en vagabond, rejste han i flere år ved at springe på tog og arbejde med forefaldende arbejde i USA og Europa, og endte til sidst i Norge.
Wold er kendt for sine usædvanlige custom-made strengeinstrumenter, som alle har et navn: ’Jack Guitar’, ’The dirt digger’, ’Morris Minor Guitar’, Cigar box guitar, The Pain Guitar, ’3 string trance Wonder’.
Først da han var i tresserne, fik han udgivet sit første officielle materiale. Hans første solo album, Doghouse Music, ( 2006), blev indspillet næsten udelukkende af Wold selv. Med en rustik countryblues og til tiden en næsten punk blues-agtig tilgang til sit materiale, fusionerede Wold blues trance boogie med en rå stemme, der gør Tom Waits til en mainstream crooner, og de bedste af hans sange udtrykker en hårdt oplevet visdom, der kun kan komme fra at have levet på gaden.
Han har udgivet den barske og kraftfulde You can’t teach an old dog new tricks i 2011.

## Diskografi
- Cheap (2004)
- Dog House Music (2006)
- I Started Out with Nothin and I Still Got Most of It Left (2008)
- Man from Another Time (2009)
- You Can't Teach an Old Dog New Tricks (2011)
- Hubcap Music (2013)
- Sonic Soul Surfer (2015)
- Keepin' the Horse Between Me and the Ground (2016)
- Can U Cook? (2018)
- Love and Peace (2020)
- Blues in Mono (2020)
- Only on Vinyl (2022)[1]